# Рожев
Ро́жев (укр. Рожів) — село, входит в Бучанский район Киевской области Украины.
Население по переписи 2001 года составляло 546 человек. Почтовый индекс — 08043. Телефонный код — 4578. Занимает площадь 0,346 км². Код КОАТУУ — 3222787101.

## Местный совет
08043, Київська обл., Бучанський р-н, с. Рожів, вул. Миру, 45а

## Галерея
- Указатель на въезде
- Вид на село
- Административное здание
- Памятник Герою Советского Союза Анатолию Александровичу Гробову
- Река Здвиж в Рожеве